# لیک شور (واشینگتن)
لیک شور (به انگلیسی: Lake Shore) یک منطقهٔ مسکونی در ایالات متحده آمریکا است که در شهرستان کلارک، واشینگتن واقع شده‌است. لیک شور ۴٫۲۵ کیلومتر مربع مساحت و ۶٬۵۷۱ نفر جمعیت دارد و ۶۸ متر بالاتر از سطح دریا واقع شده‌است.